# Моринская волость

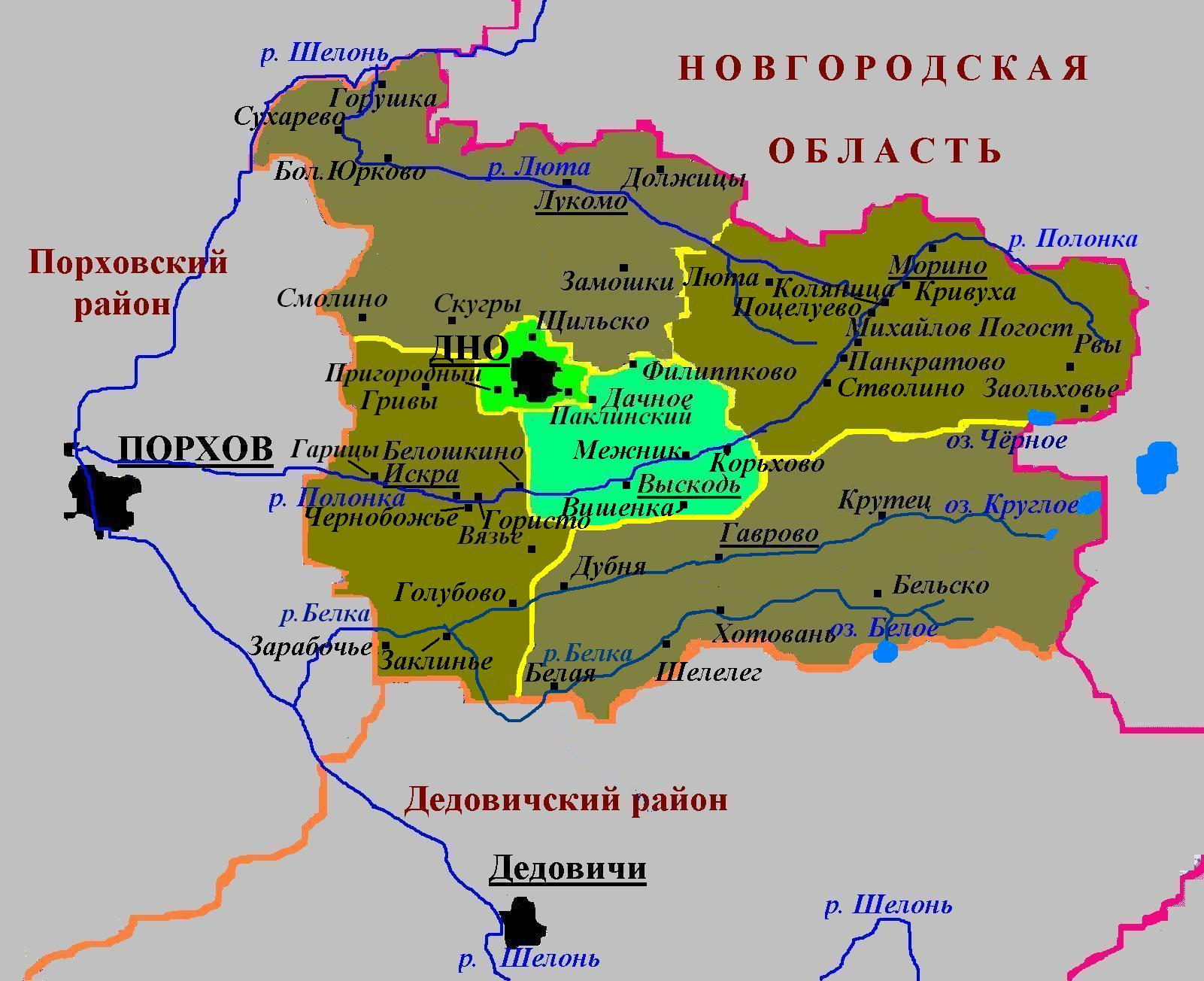
Административное деление Дновского района в 2006—2015 годах

Моринская волость — бывшие административно-территориальная единица 3-го уровня (1995—2015) и муниципальное образование со статусом сельского поселения (2006—2015) в Дновском районе Псковской области России.
Административный центр — деревня Морино.

## География
Территория волости находится на северо-востоке района и граничит на западе с Лукомской и Выскодской, на юге — с Гавровской волостями Дновского района Псковской области, на севере и востоке — с Новгородской областью.

## Население
| 2002 | 2010 | 2012 | 2013 | 2014 | 2015 |
| ---- | ---- | ---- | ---- | ---- | ---- |
| 796  | ↗871 | ↘792 | ↘737 | ↘698 | ↘676 |

## История
Территория волости в 1927 году вошла в Дновский район в виде ряда сельсоветов, в том числе Моринского сельсовета.
Указом Президиума Верховного Совета РСФСР от 16 июня 1954 года в Моринский сельсовет был включён Рвовский сельсовет.
Решением Псковского облисполкома от 25 апреля 1960 года в Моринский сельсовет был включён Панкратовский сельсовет.
Решением Псковского облисполкома от 15 октября 1964 года из части Моринского сельсовета был вновь выделен Панкратовский сельсовет.
Постановлением Псковского областного Собрания депутатов от 26 января 1995 года все сельсоветы в Псковской области были переименованы в волости, в том числе Моринский сельсовет был превращён в Моринскую волость.
Законом Псковской области от 28 февраля 2005 года в границах Панкратовской и Моринской волостей было образовано муниципальное образование Моринская волость со статусом сельского поселения с 1 января 2006 года в составе муниципального образования Дновский район со статусом муниципального района.
Согласно Закону Псковской области от 30 марта 2015 года № 1508-ОЗ «О преобразовании муниципальных образований» Моринская волость была упразднена и включена в Выскодскую волость с административным центром в деревне Выскодь.

## Населённые пункты
В состав Моринской волости с 2006 до 2015 года входили 28 деревень: Апраксино, Борисиха, Гачки, Егольско, Загорье, Заольховье, Захонье, Зерема, Кляновец, Коляница, Корпово, Кривуха, Люта, Лядинки, Матвеиха, Михайлов Погост, Морино, Огоровоста, Павлиха, Панкратово, Поповщина, Поцелуево, Рвы, Рублево, Селище, Сорокино, Стволино, Чащицы.